# Вито, Виктор
Виктор Васефануа Джуниор Вито (англ. 	Victor Vasefanua Junior Vito, родился 27 марта 1987 в Веллингтоне) — новозеландский регбист, блайндсайд-фланкер (левый фланкер). В прошлом игрок клуба «Харрикейнз» Супер Регби. Дважды чемпион мира (2011 и 2015) в составе сборной Новой Зеландии.

## Биография

### Ранние годы
Вито окончил частную школу Веллингтона и Скотс-Колледж, где играл за регбийную команду Уттли-Хаус. В Веллингтоне он выступал за команды «Марист Сэйнт-Патс» и «Веллингтон Лайонз».

### Клубная карьера
С 2006 года выступал за команду Веллингтона в первенстве провинций (кубок ITM), с 2009 по 2016 годы защищал цвета «Харрикейнз» в Супер 14 и Супер Регби. В 2016 году уехал играть в «Стад Рошле».

### В сборной
Вито призывался в сборную Новой Зеландии по регби-7, был капитаном сборной до 19 лет. В 2006 году был номинантом на звание лучшего молодого игрока года по версии Международного регбийного союза\. В 2010 году провёл первые тест-матчи за основную сборную страны по регби. Своё попадание в сборную он назвал «великолепным достижением». Выступал на чемпионате мира 2011 года, где стал чемпионом; второй титул выиграл в 2015 году.

### Вне регби
Виктор работал комментатором в 2010 году на телеканале Sky Television на международном турнире Веллингтон Севенз (англ. Wellington Sevens). Во время турнира он рассказал, что является фанатом НФЛ, болеет за «Тампа Бэй Букканирз» и считает своим кумиром Ронда Барбера.
В 2010 году Виктор Вито получил почётный титул вождя — матаи Леаупепетеле — в деревне Фасито'оута. В то время он готовился к тест-матчу против Ирландии, когда его мать Лума'ава Леаупепе-Тимотео вернулась в деревню на Самоа, чтобы принять участие в церемонии. Это одна из самых больших почестей на Самоа: вождь Леаупепе Теле наградил этим титулом своего внука Вито и его трёх кузенов. Вито рассказал, что его дедушка является одним из самых почитаемых людей в деревне и передал эти почести своим внукам, чтобы сохранить честь семьи.